# Złe mamuśki
Złe mamuśki (ang. Bad Moms) – amerykańska komedia z 2016 roku w reżyserii Jona Lucasa i Scotta Moore’a, wyprodukowana przez wytwórnię STX Entertainment.
Premiera filmu miała miejsce w Stanach Zjednoczonych 29 lipca 2016. W Polsce premiera filmu odbyła się 5 sierpnia 2016.
Film doczekał się kontynuacji filmu Złe mamuśki 2: Jak przetrwać święta, którego premiera odbyła się 1 listopada 2017.

## Produkcja
Zdjęcia do filmu kręcono w Nowym Orleanie w Luizjanie w Stanach Zjednoczonych.

## Fabuła
Film opisuje historię Amy Mitchell (Mila Kunis), która zmęczona swoją codziennością pracuje, wychowuje dzieci i wspiera swojego męża-egoistę. Pewnego trudnego dnia spotyka się z równie sfrustrowanymi przyjaciółkami. Kiki (Kristen Bell), pracująca jako kura domowa, ma czworo niesfornych dzieci i nieudane małżeństwo, samotnej matce Carli (Kathryn Hahn) też wiele brakuje do szczęścia. Kobiety postanawiają zerwać z wizerunkiem idealnych mamusiek i wreszcie zacząć się dobrze bawić.

## Obsada
Źródło: Filmweb.
- Mila Kunis jako Amy Mitchell
- Kathryn Hahn jako Carla
- Kristen Bell jako Kiki
- Christina Applegate jako Gwendolyn
- Jada Pinkett Smith jako Stacy
- Annie Mumolo jako Vicky
- Oona Laurence jako Jane
- Emjay Anthony jako Dylan